# General Miguel Alemán (Atoyac)
General Miguel Alemán, también llamada Potrero Nuevo, es una localidad del estado mexicano de Veracruz. Es parte del municipio de Atoyac.

## Toponimia
El nombre de la localidad hace referencia al general Miguel Alemán González, prócer de la Revolución Mexicana.

## Demografía
| Gráfica de evolución demográfica |
|                                  |

| Censo | Población |
| ----- | --------- |
| 1921  | 236       |
| 1930  | 2 788     |
| 1940  | 4 207     |
| 1950  | 6 334     |
| 1960  | 7 884     |
| 1970  | 9 580     |
| 1980  | 13 534    |
| 1990  | 13 695    |
| 1995  | 14 470    |
| 2000  | 13 880    |
| 2005  | 13 313    |
| 2010  | 14 287    |
| 2020  | 14 299    |